# شبكات نقل المعلومات
عند تشكيل الشبكات المؤلفة من مجموعة من الكمبيوترات والأجهزة الأخرى فإننا نهتم عند نقل المعطيات بتحويلها من الشكل التفرعي في الحاسب المرسل إلى الشكل التسلسلي ليصار إلى ارسالها عبر خطوط الهاتف إلى الحاسب المستقبل ومن ثم نحتاج إلى تحويل هذه المعطيات إلى الشكل التفرعي في طرف الاستقبال.
كما نهتم بتحويل المعطيات من شكلها الرقمي إلى الشكل التشابهي حتى يمكننا ارسالها عبر خطوط الهاتف وهذا ما تقوم به اجهزة المودم.
ان منظمة نقل المعطيات يجب ان تكون مسؤولة عن كشف وتحليل الأخطاء وتدقيق المعطيات وتهتم الشبكات أيضا بضرورة توجيه المعطيات إلى الوجهة المطلوبة أي انه لابد من وجود مرشحات (مفاتيح) تستطيع انتخاب المعطيات التي يجب تمريرها إلى هذا الحاسب أو ذاك 
ولمنع التخامد خلال عملية النقل لابد من تضخيم الإشارة التشابهية لأنه يهمنا معرفة تردد هذه الإشارة ولا يهمنا شكلها. إذا لابد من تحقيق مجموعة من الوظائف كي يتم نقل المعطيات ضمن الشبكات.

## شبكات الحاسب
شبكة الحاسوب هي البنية التحتية التي يتم من خلالها نقل البيانات بين الأطراف.
و عملية نقل البيانات تكون بين طرف مرسل للبيانات (Source) وطرف/أطراف مستقبلة (Destination). ولا بد ان يقوم المرسل باضافة معلومات أخرى على البيانات المرسلة مثل إضافة عناوين المرسل والمستقبل، نوع البيانات، حجم البيانات، مصدر الخدمة، والكثير الكثير. 
والمعلومات الاضافية هذه متنوعة بطبيعتها، فكان لا بد من عمل تصنيف طبقي (Layers)بحيث تضيف كل طبقة المعلومات التي تتناسب مع وظيفتها، مما يسهل تطوير الشبكات وتتبع الأعطال الفنية.
وهذه ميزة وجود الطبقات (Layers) في شبكات الحاسوب حيث يسهل توزيع الوظائف والمشكلات على الطبقة المعنية بذلك.
فمثلا لو ظهر أن جهاز الحاسوب غير قادر على الاتصال بالشبكة فإننا نحصر أسباب المشكلة بالطبقة الأولى (Layer 1) أو الثانية (Layer 2).

## الطبقات
لقد تم تقسيم الوظائف إلى سبعة أقسام وكل قسم من هذه الوظائف اصطلح تسميته بالطبقة – وهذه الطبقات وهمية بالطبع – ولسهولة حفظ ترتيبها يمكن استخدام أوائل الكلمات من المقولة الشهيرة: *(Please Do Not Trust Sales People Always)* الطبقات الثلاث الأولى (السفلية) تعتمد على الهاردوير، بينما تعتمد الطبقات الثلاث العليا على السوفت وير، وتستخدم الوسطى كصلة وصل بين الخدمات المتعلقة بالتطبيقات والخدمات الشبكية.
ولكي نبني شبكة لا بد من توفير الأجزاء الرئيسية مثل الأجهزة الطرفية (محطة عمل)، أجهزة الشبكة (Network Devices)والوسط الناقل (Transmission Media).
تتألف OSI Model من سبع طبقات وهي موضحة بالصورة....

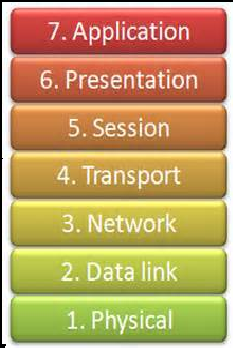
الطبقات السبعة للشبكات

### الطبقة الأولى
الطبقة الأولى (الطبقة الفيزيائية-Physical Layer) ووظيفتها ربط الجهاز بالوسط الناقل (transmission media) أياً كان نوع الوسط الناقل سواء أكان من الألياف الضوئية (Optical fiber) أو من كوابل (UTP) أو من كوابل (Coaxial) أو حتى إن كان الوسط الناقل هو الفراغ.
وظيفة (Physical Layer) تحويل المعلومات المراد ارسالها (Transmitted Data) إلى إشارات كهربائية أو ضوئية أو لاسلكية تناسب الوسط الناقل وشكل الإشارة (Digital Encoding) تناسب نوع الوسط الناقل والعكس صحيح.

### الطبقة الثانية
الطبقة الثانية (ربط المعلومات-Data Link) ووظيفتها إعطاء عنوان مادي (Physical Address) للجهاز المرتبط بالشبكة ويمتاز هذا العنوان بأنه ثابت لا يتغير بتغيير مكان الجهاز على الشبكة ويمكن تشبيهه بالرقم التسلسلي لجهاز الخلوي (Serial No.) الذي يبقى ثابت بغض النظر عن شبكة الخلوي التي يعمل عليها الجهاز. كما تقوم هذه الطبقة بفحص وجود أخطاء للمعلومات المستقبلة (Cyclic Redundancy Check “CRC”).
وتقوم هذه الطبقة أيضا بوظيفة مهمة وهي (Media Access Control) أي وضع آلية للسيطرة على استخدام الشبكة من قبل الاطراف‘ فمن المعلوم بأن للشبكة عدة مستخدمين (أطراف) تتواصل فيما بينها عن طريق الشبكة، لذا فإنه من الضروري ايجاد طرق تضمن استخدام الشبكة المشتركة من قبل جميع الأطرف دون أن يؤثر طرف على الآخر.

### الطبقة الثالثة
الطبقة الثالثة (طبقة الشبكة-Network Layer) فوظيفتها اختيار أفضل طريق (Best Path) يمكن أن تسلكه المعلومات المرسلة لكي تصل الهدف المقصود (Destination) بأفضل طريق. كما تقوم هذه الطبقة بتحديد عنوان متغير (Logical Address) للاطراف وهو شبيه برقم الخلوي المعتاد وهذا الرقم يتغير حسب الشبكة التي يعمل عليها.

### الطبقة الرابعة
الطبقة الرابعة (طبقة النقل-Transmission Layer) تصنف لنوعين هما (Transmission Control Protocol “TCP”) و (User Datagram Protocol “UDP.
بروتوكول ميفاق ضبط الإرسال يضبط عمل نقل المعلومات حيث يتم الاتفاق بين الطرفين على حجم الارساليات خلال عملية نقل البيانات (Window Size) وكذلك استخدام مبدأ إعادة الإرسال في حال وجود خطأ في المعلومات المستلمة، كما يوم هذا البروتوكول بتهيئة الاتصال قبل نقل البيانات (Connection-oriented).
أما بالنسبة ل (بروتوكول بيانات المستخدم) فإنه بعكس (ميفاق ضبط الإرسال) فإنه لا يستخدم أي وسيلة لضبط عملية نقل البيانات ولا يتم تهيئة الاتصال قبل عملية النقل (Connection-less).
هذه الطبقة يتم تحديد آلية إرسال المعلومات إن كانت (ميفاق ضبط الإرسال) أو (بروتوكول بيانات المستخدم)، كذلك تقوم بإعطاء ارقام المنافذ (Port Number) لكل للمعلومات المرسلة والمستقبلة.

### الطبقة الخامسة
الطبقة الخامسة (طبقة الجلسة-Session Layer) ووظيفتها فتح واغلاق ومراقبة الجلسات (Sessions) بين المرسل والمستقبل. فمثلا عند كتابة العنوان ياهو! في برنامج تصفح الإنترنت فأن الموقع لا يفتح إلا بعد أن تضغط على كلمة (GO) أو أن تدخل (Enter)هنا يقوم ال (Session Layer) بفتح جلسة (session) مع موقع Yahoo ويقوم بمراقبة الجلسة أو اغلاقها حسبما يتطلب الأمر.

### الطبقة السادسة
الطبقة السادسة (طبقة العرض-Presentation Layer) فتعمل كالمترجم بين عدة لغات، فهي قادرة على تحديد نوع المعلومات المستقبلة والمرسلة (text, flash, wave, نسق المستندات المنقولة، ….) وتحديد البرنامج الذي يقوم بالتعامل مع كل نوع على حدى فكثيرا ما يقوم برنامج التصفح بفتح التطبيق/البرنامج الذي يناسب نوع المعلومات تلقائيا فمثلا يقوم بتشغيل (acrobat reader) داخل (internet explorer) لكي يعرض المعلومات المستقبلة من نوع (pdf). كذلك يقوم بالتعرف على نوع (text enconding).

### الطبقة السابعة
الطبقة السابعة (طبقة التطبيقات-Application Layer) وهي عبارة عن البرنامج الذي يعمل من خلال شبكة الحاسوب ومن أمثلته (إنترنت إكسبلورر) و (مايكروسوفت أوتلوك إكسبريس) وغيرهما.